# 高橋正弘 (サッカー指導者)
高橋 正弘（たかはし まさひろ、1943年〈昭和18年〉10月10日 - 1996年〈平成8年〉8月12日）は、日本のサッカー指導者。北海道の室蘭大谷高等学校（後の北海道大谷室蘭高等学校）のサッカー部の初代監督。雪国の壁を乗り越え、サッカー無名校であった室蘭大谷を日本全国準優勝にまで導き、北海道サッカー界と全国高校サッカーの技術向上に貢献した。教え子にはプロサッカー選手やサッカー指導者の道に進んだ野田知、財前恵一、三浦雅之、交通事故のためにプロサッカーから車いすバスケットボールに転向した京谷和幸らがいる。北海道室蘭市西小路町出身、国士舘大学卒業。

## 経歴

### 誕生〜学生時代
高橋家の長男として誕生。喧嘩ばかりのやんちゃ坊主として育った。昭和初期、スポーツといえば野球が大人気であり、高橋も御多分にもれず小・中学校時代は野球に打ち込んでいた。
1959年（昭和34年）に北海道室蘭清水丘高等学校に進学後、中学時代の先輩から強引に誘われ、サッカー部に入部した。不本意な入部ではあったが、練習内容は、ドリブルしながら坂道を上り下りしたり、ボクシングのフットワークで敵をかわすなど、厳しいながらも部員を飽きさせないユニークなものが多かった。後に自身が監督となったとき、この体験が大いに役立ったという。このときの監督である金子芳昭のことを、後に高橋は「金子監督との出逢いがなければ、僕の人生はまったく変わっていた」と語っている。
同年の国民体育大会室蘭支部予選で、先輩の故障により1年生にして試合に起用されたが、決勝戦で当時の北海道内の有力校であった北海道美唄工業高等学校に大敗。2年生となった翌年はその美唄工を決勝戦で破って全国大会へ進出したが、全国では初戦で強豪校の徳島県立徳島商業高等学校に完敗、3年生での全国大会も後進が育たなかったことから、初戦で中京商業高等学校に完敗した。高橋は全国の厳しさを感じると共に、それ以上に北海道勢のサッカーのレベルの低さ、北海道にサッカーが根付いていないことを実感した。卒業の間際、サッカー部の監督に「高橋は監督に向いている。大学でもサッカーを続けて、北海道のサッカー指導者として後進を育んでほしい」と言われ、この言葉がその後人生を決定づけることとなった。
1962年（昭和37年）に高校を卒業し、国士舘大学に進学。サッカーを続けて技術を磨くと共に、高校、大学、社会人、日本サッカーリーグと、ありとあらゆるサッカーの試合を観戦し、サッカー指導者としての下準備の日々を送った。このとき高橋が参考とした現役選手には、釜本邦茂、加茂周、川淵三郎らがいる。試合観戦をもとに「どんな連係プレーから打ったシュートが一番決まるか」を卒業論文としてまとめ、後に監督になってからもこれを利用した。また教育実習で、できたばかりのサッカー同好会を一から指導し、生徒たちと共に汗を流し、監督としての自信をつけるに至った。

### 室蘭大谷でのサッカー指導
1966年（昭和41年）に大学を卒業して、室蘭大谷高の保健体育の教員に採用された。同校は後にサッカーの強豪校となるものの、当時はサッカー部が存在しなかった。「雪国でサッカーに強くなれるわけがない」というのが、その理由だった。高橋はあくまで教員として採用されただけで、採用時もサッカーの話はまったく出なかった。
高橋はこれに落胆することなく、自らサッカー部の創設に乗り出した。体育の授業で生徒たちにサッカーをさせ、素質のありそうな生徒に片っ端から声をかけた。25人の部員が集まり、「サッカー愛好会」が誕生した。室蘭大谷は胆振地方で初の私立高であり、公立に不合格だった生徒が多く在籍していたことから、学業で挫折を味わった彼らに、別の分野で頂点に立てることを教えたい」との思いもあった。
高橋は部員たちに、試合時間90分間を走り抜くための体力をつけさせるべく、陸上部顔負けの走り込みをさせ、学校に面した砂浜を5キロ、ランニングさせた。走るだけで体力を奪われる砂浜に、半数の部員が脱落し、愛好会発足の翌日には、部員はわずか8人を残すのみとなった。それでも高橋は、主将の部員に退学寸前の不良生徒を勧誘させ、愛好会を継続させた。雨の日も吹雪の日も、ランニングを休まずに続けさせた。
また学校にはサッカー設備が一切なかったため、市内の中学校から使い古しのボールを譲り受け、漁網や廃木でサッカーのゴールを作るなど、室蘭大谷のサッカーは、まさに何も無いところから高橋と部員たちの手作りで作られていった。その後も部員たちと共に、土日も関係なく毎日、急な坂道を上っての6キロのランニング、冬季にはほかの部活が終わった後に体育館でミニゲームと、厳しい練習を重ねた。頑張った者には褒美にラーメンを奢るなど、「飴と鞭」の指導であった。
愛好会発足から約3か月後、試合をしたいという部員たちの要望に応え、国体北海道予選の室蘭支部大会に出場登録した。このときの部員数は9人しかおらず、サッカーの規定上の11人に満たない分は、他部から2人借用しての出場であった。初戦での相手が日本全国ベスト8の記録を持つ北海道室蘭工業高等学校であり、結果は0対13で大敗であった。しかし、ハーフタイムでの助言が後半戦の部員の動きに役に立ったことから、ハーフタイムの助言の大切さはこの試合が教訓になったという。後に高橋は、愛好会誕生後から数年のこの時期が最も一生懸命だったと語っている。
1967年（昭和42年）、大学時代に親しかった女性と結婚した。同年、サッカー愛好会はサッカー部に昇格した。愛好会時代も含めてずっと一勝もできていなかったものの、翌1968年（昭和43年）にはようやく中学時代のサッカー経験のある生徒が入部し、次第にチームらしさが出来上がり、公私ともに充実した日々を送っていた。

### 病魔〜入院を経ての監督復帰
同1968年。高橋はサッカーの練習中に、突如として激しい息切れを起こして倒れた。弱音を吐く高橋に、妻は「頑張り屋で負けず嫌いの人が」と、信じられない思いだったという。病名は再生不良性貧血であり、緊急入院の身となった。この病気は10万人に1人が発症する血液の癌であり、根本的な治療は当時、まだ発見されていなかった。見舞いに訪れた生徒に対しては平気な顔をしていたものの、高校時代の同級生が白血病で死去していたこともあり、「夜1人でベッドに寝ていると死が近づいて来るようだった」と後に語っており、苦悶の日々が続いた。妻は献身的に看病していたが、高橋は一時は離婚も考えたという。
なお、この入院中に高橋に代ってサッカー部をまとめていた主将が、後に新日鉄室蘭サッカー部で選手、監督として活躍した岸奥幸雄（岸奥裕二の兄）であった。
1969年（昭和43年）3月、サッカー部に有望新人が入部との報せが届いた。いても立ってもいられなくなり、投薬治療と通院を条件に、半ば無理やり退院し、監督業へ復帰した。「グラウンドに出れば死は忘れられる」「全国大会に出場するまでは死ねない」との想いであった。
北国である北海道では、依然としてグラウンドが年間の3分の1しか使えず、屋内体育館もほかの運動部と共用で4分の1しか使えないため、ミニゲームで細かいパスワークを磨き、廊下でのランニング、そして氷点下の寒風を切ってのランニングで足腰を鍛えさせた。

### 全道一から全国大会へ
同1969年は全国高等学校総合体育大会（インターハイ）道予選、国体道予選とも初戦で敗退であった。入院による指導不足を悔いた高橋は、初めて部員たちの前で涙を見せた。しかし翌1970年（昭和45年）には素質を持った部員たちの入部もあり、インターハイ道予選の決勝で勝利し、ついに全道一となった。この年はインターハイ全国出場校が全国高校サッカー選手権に出場でき、第49回全国高等学校サッカー選手権大会への切符をも掴むことができた。
この1970年のインターハイの全国大会は初戦で福岡県立新宮高等学校に敗退、翌1971年（昭和46年）の第49回選手権も初戦の相手が強豪校の帝京高等学校、しかも主力選手である部員たちの故障から敗退した。しかし、その後は7年連続で選手権出場を果たし、全国大会の常連の仲間入りを果たすことができた。とは言え北海道では敵なしとなったものの、全国大会では4年連続で初戦敗退、その後も2回戦出場が精一杯で、それ以上勝ち進むことのできない年が続いていた。

### 先輩監督たちとの交流とチーム力向上
その矢先の1973年（昭和38年）、当時の日産自動車サッカー部（後の横浜F・マリノス）の監督であった先述の加茂周と出逢いがあった。高橋は加茂を兄のように慕い、毎年高橋家を訪れる彼と酒を酌み交わし、ゼロからチームをつくる悩みを打ち明け合い、社会人と高校の立場で日本のサッカーのレベルアップを誓った。また、高橋は有力選手を社会に送り、加茂は高橋から高校サッカー指導者との人脈を作るといった具合に、互いに補い合うようになった。なお加茂のように、かつて一流選手として活躍したサッカー指導者と交わる際には、先述のように国士舘時代に日本リーグの重要な試合を欠かさず観戦していたことが会話のきっかけになり、功を奏していた。
1975年（昭和50年）、選手権を通じて親交のあった静岡県立清水東高等学校サッカー部監督の勝沢要から、春休みに静岡県で行われる日本全国の有力チームによるフェスティバルに誘われた。サッカー先進県といわれる静岡からは静岡県立藤枝東高等学校や静岡学園高等学校など10チーム、他県からは帝京や浦和市立南高等学校など計20チームが集まり、北海道勢は室蘭大谷が唯一であった。この陰には、高橋が日本全国の実力校の先輩監督たちから何でも吸収しようと、選手権出場のたびに部員たちに運ばせた新巻を土産に、先輩監督たちに教えを請うたという必死の努力があった。
このフェスティバルで高橋は、各校の監督たちと一晩中サッカー談議などサッカー漬けの5日間を過ごし、帝京の古沼貞雄たちから、春の段階でチームを一定のレベルに育てる秘訣、選手への効果的なアドバイス法など、多くを学んだ。当時の長崎県立島原商業高校の監督であった小嶺忠敏とは、日本の南北両端から旋風を起こし、高校サッカーのレベルを上げることを誓い合った。このフェスティバルの鍛錬により、高橋は全国レベルの技術を吸収することができ、チーム力向上のきっかけと、選手権準優勝の伏線となった。

### 全国大会の上位へ

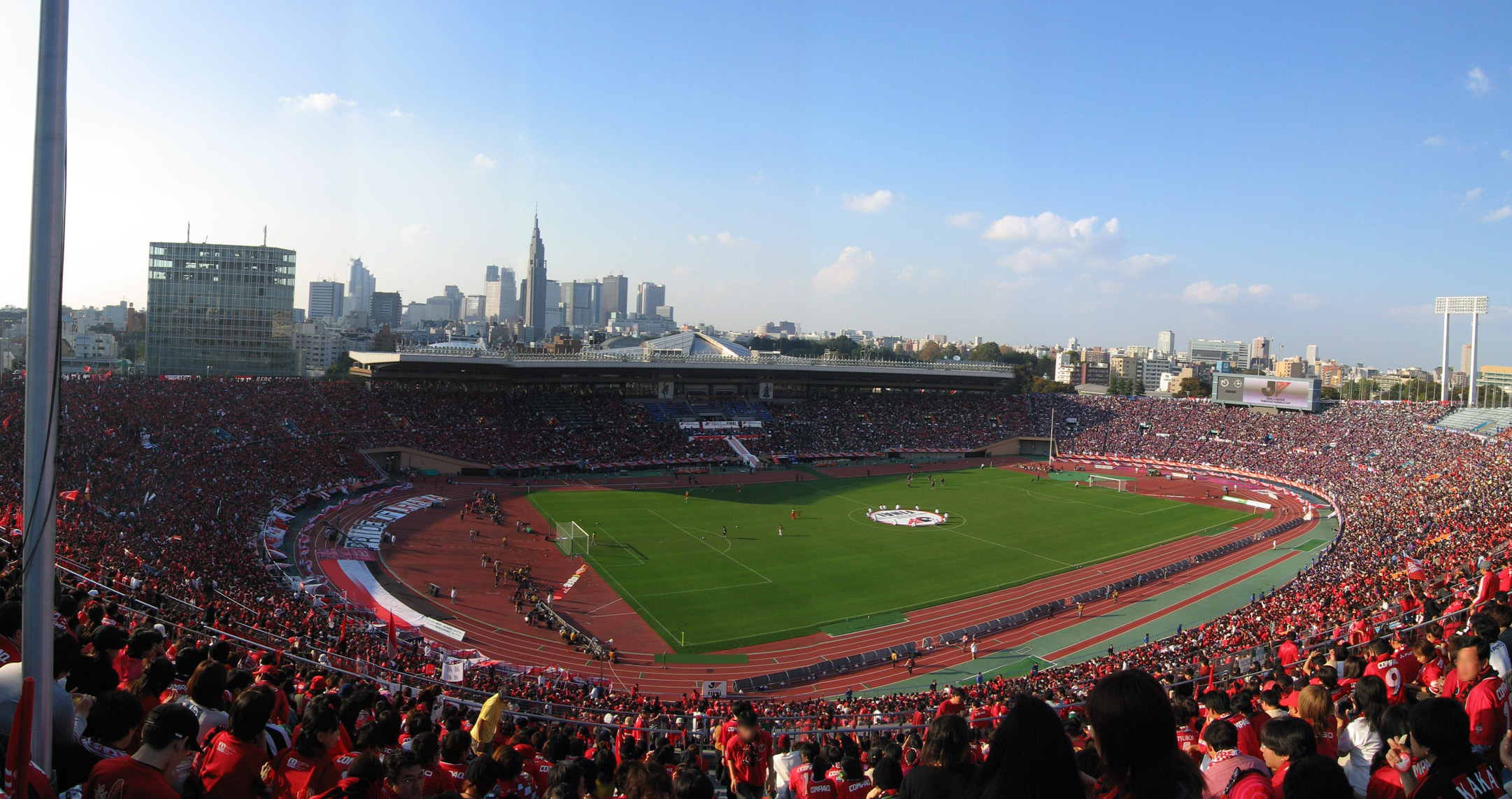
国立霞ヶ丘競技場陸上競技場

1979年（昭和54年）の第57回選手権では、大宮サッカー場にてホームチームである浦和市立南高等学校を破ってベスト8へ進出、部員たちは優勝のように喜び合った。その後、高橋の現役時代に敗れた徳島商を準々決勝で破り、国立霞ヶ丘競技場陸上競技場へ会場を移し、準決勝で東京都の本郷高等学校を下し、ついに決勝に進出した。決勝の相手は練習試合で1勝1敗の成績である茨城県立古河第一高等学校であり、勝つ自信はあったと言うが、1対2で敗れて大会成績は準優勝であった。高橋はその敗因を、試合中の部員たちの集中力を欠いたことに加え、試合直前に取材や祝いの電話が殺到し、部員たちと話し合いの時間が持てなかったためと後に悔いている。
日本一の座は掴めなかったものの、地元の室蘭は全国準優勝の報せに熱狂した。凱旋パレードでは沿道に「祝・準優勝」の横断幕が張られ、高橋たちは市民総出の大歓迎を受け、割れんばかりの拍手、紙吹雪、紙テープの大洪水を浴びた。その様子は、室蘭市の広報が異例の号外で「歓迎の人波は2万人におよび、駅前から八幡宮に登る階段や近くの歩道橋の上まで、また中央町界隈の繁華街もかつてない人出が沿道を埋め尽くし」と報じるほどだった。
それまでは本州のチームは室蘭大谷と当たると内心喜んでいたが、この準優勝で、室蘭大谷は逆に他校から恐れられるようになった。高橋はこれが一番嬉しいことで、1979年は自分の人生で記念すべき年になったという。
もっとも1980年（昭和55年）以降は、十分な実力を持った部員を揃えていながら、また全国大会での初戦敗退が続いた。そんな中でも全国の高校サッカー監督たちが高橋の支えとなり、一同は高橋との交友を通じ、高橋にチーム作りのノウハウを積極的に伝授した。1983年（昭和58年）、そうした監督たち一同の推薦により、日本高校選抜サッカーチームの監督としてオランダ、ブルガリアに遠征した。成果は通算成績9勝1引き分けの快挙であり、高橋のサッカー人生の彩りとなった。また室蘭大谷と日本リーグの日産自動車との交流試合を開催したほか、1983年から高橋自身の提唱により高校、大学、社会人が同じ土俵で戦う知事杯全道サッカー選手権大会に出場と、様々な試みを通じ、監督として常に勉強をし続けていた。
1987年（昭和62年）の第65回選手権では、先述の野田知や財前恵一ら、後に高橋が「最強の陣容」と振り返る部員たちで臨んだ。準々決勝では、これも後にプロで活躍する黒崎久志や根岸誠一らを擁する宇都宮学園高等学校との試合となり、試合前から注目を集めた。試合は延長、再延長でも勝敗がつかず、PK戦でも両イレブン全員がシュートを決めても1本も外すことがなく、一向に勝負がつかなかった。室蘭大谷のコーチは「やるだけやった」と部員たちを労わったものの、高橋は「ここまできて負けられるか」と最後まで発破をかけ、チーム一丸で勝利への執着力を剥き出しにした。そして宇都宮の15人目である根岸誠一のシュートを室蘭大谷のゴールキーパーが阻んだことで、室蘭大谷が勝利した（根岸誠一#エピソードも参照）。これは後に「サッカー史に残る激闘」「伝説のPK戦」とも呼ばれる一戦となり、テレビでも「過去の大会の名勝負」として取り上げられた。先述の京谷和幸も、室蘭大谷に進学した思い出を後に「入学する前年の選手権で財前さんたちが出場した宇都宮学園とのPK戦15-14の勝利を見せられたら、もう行くしかないじゃないですか!」と語っている。準決勝では先述の小嶺忠敏率いる長崎県立国見高等学校に敗れ、大会成績はベスト4で終わったものの、この年に準優勝に終わった国見が翌年に初優勝を遂げ、高橋は感慨があったという。

### 病気の再発〜晩年
1989年（平成元年）、国民体育大会が35年ぶりに北海道で開催されることになった（第44回国民体育大会〈はまなす国体〉）。サッカーの試合は室蘭で開かれることとなり、高橋は少年の部の監督として采配を振ることになり、まさに晴れ舞台だった。室蘭大谷は京谷和幸や、後にプロで活躍する深川友貴や三上大勝らを揃え、全国上位進出は確実視されていた。
しかし病気を押しての監督業は、確実に高橋の体に大きな負担をかけていた。開幕直前の同1989年に再生不良性貧血が再発して再入院の身となり、脳血栓により右半身不随の身となった。糖尿病も併発し、その悪化で視力はほとんど失われた。両脚も不自由になり、車椅子の使用を強いられた。教壇からも退いた。週に3度、凄まじい苦痛を伴う人工透析での治療の日々を送った。
妻は献身的に高橋に尽くし、自宅に下宿させている部員たちの相談役を務めると共に、夫の病室ではテレビの試合を口頭で説明した。自分の目となり手足となる妻を、当時の高橋は「全国の高校サッカー監督の妻で、自分の妻ほどサッカーを知っている人はいない」と語っている。そして高橋は妻の言葉をもとに、病室に引いた電話で現場のコーチに指示を送る日々を続けた。病室には連日、教え子が指導方法を請いに来たり、高橋を慕う人々が訪れた。部員が訪れたときは、嬉しさを隠しつつ「おまえら、何やってるんだ」と叱りつけた。その熱意に応え、三上大勝らは「監督に心配をかけないように、しっかりやろう」と、部員たちと優勝を誓い合っていた。
1991年（平成3年）春に退院したものの、周囲に迷惑をかけないようにと、監督業を後進に任せ、自らは総監督に退いた。
引退後は自宅のベッド暮らしで、人工透析を受け続ける闘病生活を送った。その後もOBや本州のサッカー指導者らが、頻繁に高橋のもとを訪れる日々が続いた。ときには「俺がいるだけで選手たちは違う」と、病気を押して現場に向かうこともあった。
1996年（平成8年）8月12日、腎不全により、満52歳で死去した。本葬での葬儀委員長は、北海道サッカー協会会長の樫原泰明が務めた。墓碑は室蘭市沢町の大正寺にあるが、遺灰は生前の遺言に基づき、室蘭大谷のグラウンドを望むことのできる室蘭の海に撒かれた。

## 没後
同1996年10月、第75回全国高等学校サッカー選手権大会北海道予選の決勝。室蘭大谷の部員たちは高橋の追悼として、喪章代りの黒いリボンをつけて試合に臨んだ。結果は2対1で勝利、室蘭大谷は3年連続、通算24回目の全道一の座をつかんだ。
高橋が病床の約3年前から、自分のサッカー史を遺したいと話していたことで、同1996年、出版世話人会が発足し、自叙伝の製作が進められた。高橋本人からの聞き書きや妻の記憶、教え子たちの協力をもとにし、翌1997年（平成9年）に自叙伝『北の闘将』が完成した。道内外のサッカー関係者などに実費で提供され、翌月に開催された「北の闘将発刊記念披露パーティー」でも販売された。
高橋の13回忌を迎えた2008年（平成20年）、室蘭大谷サッカー部OBの初の企画によるジュニアサッカー大会「高橋正弘杯」が開催された。室蘭のサッカーを盛り上げる取り組みとして、室蘭大谷出身者や関係者が指導するチームを対象に、その後も開催され続けている。
翌2009年（平成21年）、室蘭大谷高OB有志が中学生対象のクラブチームを新設し、新チームの名称は高橋をイメージして「Generale（ジェネラーレ） Muroran U-15」と名付けられた（Generaleはイタリア語で『将軍』の意）。

## 人物
練習では「どんなに技術があっても、それを使える体力がないと駄目」が口癖だった。先述の岸奥幸雄は「ともかく走らされました。競わせ方がうまくてね。リレー競争をやらせて、勝った方にはラーメンをおごってくれるとか」と語っている。平成期には舗装される道も、昭和時代の当時は砂利道で、過酷な練習であった。1987年に室蘭大谷がインターハイで予選敗退したときには激怒し、強化合宿を組み、校内を30周も40周も走る過酷な練習を強いた。「今の子に同じ練習をさせたらついてこない」との声もある。先述の自叙伝のタイトル「北の闘将」は、出版世話人会で「常に前を見て進んでいく前監督にぴったり」と言われており、後に高橋の異名としても用いられている。
そうした一方、部員の性格を考慮して声をかけるなど、心配りは非常に繊細であった。厳しい指導の中にも思いやりを常に忘れない姿勢で、部員の心を捉えた。「高校生のスポーツ指導者はスポーツを通じ、人間教育をすることを忘れてはいけない。いつも選手の側に立ってものを考えなくてはいけない」と常に語っていた。部員たちの生活への気遣いから、自宅脇には2階建ての合宿所を自費で建てて部員たちを下宿させており、さらに下宿生以外の部員も自宅に招いて食事を振る舞った。冬季の夜間練習では、高橋自身が部員全員のうどんやそばを買い出し、だしまで作り、盛り付けまでした。妻は後に、部員たちとの交流について「親兄弟以上に深く関り合っていた。他の人には真似ができない」と振り返っている。全国準優勝時の部員の1人は、当時の高橋の情熱を「よく怒られたけれど、サッカーに人生をかけて、教員というより1人の男として熱いものを感じた」と語った。成長した教え子が高橋を訪れると、ビールの早飲み競争をするなど豪放な一面もあった。
また、高校サッカーの監督は卒業後の進路の世話も重要な仕事とし、部員を東京に連れて行き、大学や日本リーグのチームに売り込むなど、もっと上のサッカーを学ばせることに努めていた。これには、高橋自身が国士舘大学入学時に実は不合格であり、清水丘高の金子監督と国士舘の監督同士の交流があったことから、特待生扱いでの入学となったことが教訓となっていた。妻によれば、病気の再発による体調悪化後も、進学問題などをずっと気にかけていたという。教え子の1人で、高橋の跡を継いで監督となった加藤栄治も、高橋の勧めでサッカー強豪校の中央大学へ進学したことを指して「自分を中大に進学させたのも、人脈を広げるためだったのだろう」と語っている。
親しみやすい性格から、日本全国の著名な高校サッカー指導者とも親交があった。酒が強く話がうまく、それでいて分別をわきまえた性格が周囲に愛されていた（高橋本人の談によれば、1968年に倒れたときに医者から酒を止められたが、日本全国のサッカー指導者から多くを吸収するにはどうしても酒が欠かせず、無理を承知だったという）。豊富な人脈をもとに情報を集めることが、指導にも役立っていた。室蘭大谷が北海道内で敵なしと呼ばれた後も、人脈を生かしてての全国制覇への勉強に余念がなく、決して傲慢になることはなかった。先述の岸奥幸雄は「話術が巧みで、あげさげがうまい」、2代目監督の加藤栄治も「なぜか、回りに人が集まってくる」「監督になって苦労したが、いつも高橋先生のつくった人脈に助けられた。みんな、面倒を見てくれましたから」と語っている。
高橋の生涯の親友にして室蘭清水丘時代でのチームメイトであり、後に北海道初のマッチコミッショナーとなった沖野隼夫は、高橋の監督時代を振り返り、「いまと違ってサッカーだけで身を立てられるような時代ではなかったが、熱い思いがあった」と語っている。

## 評価
北海道高校サッカー界の指導者として中心的存在であり、北海道サッカーを全国レベルに引き上げた功労者の1人とも評されている。室蘭大谷を全国大会で準優勝に導いたことで、その刺激が北海道内の高校サッカー界、ひいては道内サッカー界の活性化につながり、果たした役割は大きいともいわれる。教え子には先述のように後にプロで活躍した選手や、サッカー指導者となった人も多い。日本全国的に見ても、少年サッカーの指導者としては指折りの存在とされた。
先述の樫原泰明は「道内の高校サッカー、ひいては道内サッカーの水準を引き上げた功労者」と、高橋の死を惜しんだ。先述の小嶺忠敏は「高橋さんの率いる室大谷が全国大会の決勝まで進んだことで、大いに勇気づけられたのを覚えている」と振り返った。室蘭地区サッカー協会の理事長である山本拓副は「高橋総監督の教え子たちが室蘭、日本のサッカー界を引っ張っている。室蘭、北海道を全国レベルまで引き上げた貢献は大きい」と話した。
死去当時の室蘭大谷の校長である土門正篤は、「練習では、理論、実技の両面で優れた指導力を発揮し、子供たちの面倒を本当によく見ていた。教育者として見ならうべき点が多数あった」と話した。同校サッカー部後援会の会長である竹林美三男は「人の心を読んで全員をひのき舞台に連れ出す不思議な魅力を持った人。リーダーとはどうあるべきかを、勉強させてもらっていた」と死を悼んだ。
教え子の1人、先述の野田知は「ベンチに座っているだけで存在感のある人だった。病院にお見舞いに行くと、逆に私のサッカーを心配してくれ、勇気づけてくれた」と恩師の死去を悼んだ。財前恵一は「選手を見る目はすごかった。起用された選手に限って活躍するんです」と語っており、技術だけでなく、私生活の態度もプレーに影響することを学んだという。先述の加藤栄治は「用意周到にいろいろな策を考えられる人だった」「試合途中の交代、ポジション変更。選手起用の成功率が高かった」「そばで見ていて『エッ』と思うような選手交代もあったが、だいたい当たる。経験もあったのだろうが、勝負に対する感覚が違っていた」「監督を退いたいまでも、『かなわない』と思っています」と語っている。
先述の沖野隼夫は、高橋を「とにかく子供たちに目が行き届き、特長を見抜いた」と評しており、その功績について「あいつは結局優勝を見届けられなかった。でも、残した功績を思えば、何回も優勝したようなもんだよ」と語っている。

## 受賞歴
1992年（平成4年）、北海道サッカー協会賞を受賞した。なお先述の室蘭清水丘高サッカー部の監督・金子芳昭も1995年（平成7年）に同賞を受賞し、師弟での受賞となった。
1996年、室蘭市特別スポーツ功労賞を受賞した。表彰を内部で検討していたところ、同年の高橋の死去を受けて急遽の表彰が決定したもので、高橋の本葬で贈られた。同市のスポーツ関係の表彰では最高の賞とされる。
同1996年、北海道サッカー界の振興とレベルアップに大きな役割を果たしたことを評価され、北海道新聞スポーツ賞の特別賞を受賞した。